# P&ME - Policeman and Me
P&ME - Policeman and Me (PとJK?, P to JK, lett. "Gli acronimi di "Poliziotto e studentessa liceale"") è un manga shōjo scritto e disegnato da Maki Miyoshi, serializzato da Kōdansha nella rivista Bessatsu Friend e raccolto in 16 volumi tra il 2013 e il 2020.
Tramite la sua sussidiaria americana, Kodansha USA Publishing, l'editore ha pubblicato anche la traduzione inglese con il marchio Kodansha Comics.
La traduzione italiana è uscita con Star Comics tra il 2018 e il 2022.
Nel 2017 ne è stato tratto un film live action con la regia di Ryūichi Hiroki.

## Trama
La studentessa Kako Motoya, al primo anno di liceo, partecipa ad un appuntamento di gruppo fingendosi adulta e incontra il poliziotto ventitreenne Kota Sagano. L'amicizia viene troncata sul nascere da Kota, quando questi si accorge che lei ha solo sedici anni, ma nei giorni successivi continua ad incrociarla sul lavoro e non riesce ad ignorarla. Non potendo frequentare una minorenne, d'accordo con i genitori di lei, la sposa segretamente. La storia prosegue poi narrando il loro bizzarro matrimonio ed i problemi che si presentano.

## Personaggi principali
Kako Motoya (本谷 歌子（もとや かこ）?)
Interpretata da: Tao Tsuchiya
La liceale protagonista. Sorride spesso e affronta la vita con positività.
Kota Sagano (佐賀野 功太（さがの こうた）?)
Interpretato da: Kazuya Kamenashi
Il poliziotto protagonista. Serio e coscienzioso, tiene molto al buon nome della polizia.
Mikado Yaguchi (矢口 三門（やぐち みかど）?)
Interpretata da: Tina Tamashiro
Una compagna di classe di Kako e sua grande amica sin dall'infanzia.
Heisuke Okami (大神 平助（おおかみ へいすけ）?)
Interpretato da: Mahiro Takasugi
Un teppista liceale che inizialmente aggredisce i protagonisti, ma poi ne diventa amico.

## Volumi
| Nº | Data di prima pubblicazione | Data di prima pubblicazione                                                 | Data di prima pubblicazione | Data di prima pubblicazione |
| Nº | Giapponese                  | Giapponese                                                                  | Italiano                    | Italiano                    |
| -- | --------------------------- | --------------------------------------------------------------------------- | --------------------------- | --------------------------- |
| 1  | 12 aprile 2013              | ISBN 978-4-06-341854-5                                                      | 12 settembre 2018           | ISBN 978-88-226-1013-3      |
| 2  | 12 luglio 2013              | ISBN 978-4-06-341875-0                                                      | 7 novembre 2018             | ISBN 978-88-226-1133-8      |
| 3  | 13 dicembre 2013            | ISBN 978-4-06-341890-3                                                      | 9 gennaio 2019              | ISBN 978-88-226-1138-3      |
| 4  | 11 aprile 2014              | ISBN 978-4-06-341912-2                                                      | 13 marzo 2019               | ISBN 978-88-226-1293-9      |
| 5  | 12 agosto 2014              | ISBN 978-4-06-341932-0                                                      | 8 maggio 2019               | ISBN 978-88-226-1416-2      |
| 6  | 13 gennaio 2016             | ISBN 978-4-06-392025-3                                                      | 7 agosto 2019               | ISBN 978-88-226-1488-9      |
| 7  | 13 giugno 2016              | ISBN 978-4-06-392041-3                                                      | 9 ottobre 2019              | ISBN 978-88-226-1558-9      |
| 8  | 13 dicembre 2016            | ISBN 978-4-06-392093-2                                                      | 15 gennaio 2020             | ISBN 978-88-226-1721-7      |
| 9  | 13 marzo 2017               | ISBN 978-4-06-392104-5                                                      | 12 agosto 2020              | ISBN 978-88-226-1812-2      |
| 10 | 13 settembre 2017           | ISBN 978-4-06-392131-1                                                      | 11 novembre 2020            | ISBN 978-88-226-2038-5      |
| 11 | 13 febbraio 2018            | ISBN 978-4-06-510886-4 (ed. regolare) ISBN 978-4-06-397051-7 (ed. limitata) | 13 gennaio 2021             | ISBN 978-88-226-2095-8      |
| 12 | 13 luglio 2018              | ISBN 978-4-06-512032-3                                                      | 12 maggio 2021              | ISBN 978-88-226-2314-0      |
| 13 | 13 dicembre 2018            | ISBN 978-4-06-513914-1                                                      | 7 luglio 2021               | ISBN 978-88-226-2408-6      |
| 14 | 13 giugno 2019              | ISBN 978-4-06-516033-6                                                      | 10 novembre 2021            | ISBN 978-88-226-2738-4      |
| 15 | 13 novembre 2019            | ISBN 978-4-06-517633-7                                                      | 9 febbraio 2022             | ISBN 978-88-226-2960-9      |
| 16 | 13 aprile 2020              | ISBN 978-4-06-519180-4                                                      | 6 aprile 2022               | ISBN 978-88-226-3072-8      |

## Accoglienza
Nel 2014 si è classificato 14º nella classifica dei manga raccomandati dagli impiegati dei negozi di libri giapponesi, nella categoria delle serie che non superano i cinque volumi. Nel 2017 ha vinto il XLI Premio Kōdansha per i manga nella categoria shōjo.